# Delphine d'Amarzit
Delphine d’Amarzit, née le 9 mai 1973 à Saint-Mandé (Val-de-Marne) est une dirigeante d'entreprise française, spécialiste du développement des marchés des capitaux et de la réglementation financière européenne. En 2021, elle devient la première femme présidente-directrice générale de la Bourse de Paris.

## Biographie

### Famille et jeunesse
Delphine de Sahuget d'Amarzit nait dans une famille de la petite aristocratie, originaire de Bourgogne et de l'Ain. Ses deux grands pères sont officiers de cavalerie dans l'armée française. Pendant la Seconde Guerre mondiale, son grand-père paternel, résistant, meurt en déportation et son grand-père maternel, prisonnier, s'évadera plusieurs fois. Elle passe sa jeunesse dans le 16e arrondissement de Paris et suit sa scolarité au Centre Madeleine-Daniélou, un lycée catholique de filles réputé à Rueil-Malmaison.

### Formation
Delphine d'Amarzit est diplômée de Sciences Po Paris et de l'ENA (promotion « Victor-Schoelcher »). Sortant parmi les mieux classés, elle choisit d'intégrer l'Inspection générale des finances.

### Carrière
Elle commence sa carrière en 1996 comme cheffe du service du Financement de l’économie au sein de la direction générale du Trésor. De 2003 à 2006, elle est conseillère au cabinet du ministre des Finances (recruté par Xavier Musca, alors directeur de cabinet de Francis Mer), puis de 2007 à 2009, elle est conseillère pour les finances au cabinet de François Fillon, alors  premier ministre où elle aura à participer à la gestion de la crise financière de 2008. Elle se spécialise en développement des marchés des capitaux et de la réglementation financière européenne.
Delphine d'Amarzit rejoint brièvement en mai 2015 Canal+ comme secrétaire générale sous la présidence de Bertrand Meheut qu'elle quitte à l'arrivée de Vincent Bolloré, puis rejoint Orange Bank, la filiale bancaire d'Orange dont elle participe au lancement, comme directrice générale déléguée,.
En janvier 2021, elle est nommée présidente-directrice générale de la Bourse de Paris à compter du 15 mars 2021. Elle est la première femme à accéder à ce poste, en succédant à Anthony Attia. Elle prend son poste après confirmation par les actionnaires et obtenir les autorisations réglementaires. Elle devient également membre du directoire d'Euronext (qui outre Paris, possède les bourses d'Amsterdam, Bruxelles, Dublin, Lisbonne et Oslo).

## Distinction
- Chevalière de la Légion d'honneur (2018)[2]

## Vie privée
Lors de la cérémonie pour sa remise de la Légion d'honneur, elle a affiché sa relation avec sa compagne.
Pratiquant l'équitation, elle a participé à des concours hippiques.